# 阿默舍姆
阿默舍姆（/ˈæmərʃəm/），是英格蘭白金漢郡奇爾特恩區的治所，也是一個集市城鎮和民政教區。它位於倫敦市中心西北27英里（43）的奇爾特恩山脈之中。鄰近阿默舍姆的市鎮包括切舍姆、艾爾斯伯里及海威科姆。
阿默舍姆由兩個主要地區組成：舊阿默舍姆（英語：Old Amersham）位於美斯本河旁邊一座13世紀建成的聖母教堂周圍，有舊式酒館與驛站林立；至於山上阿默舍姆（英語：Amersham-on-the-Hill）則是19世紀末，大都會鐵路（今倫敦地鐵大都會線）的車站落成後急速發展的社區。

## 歷史

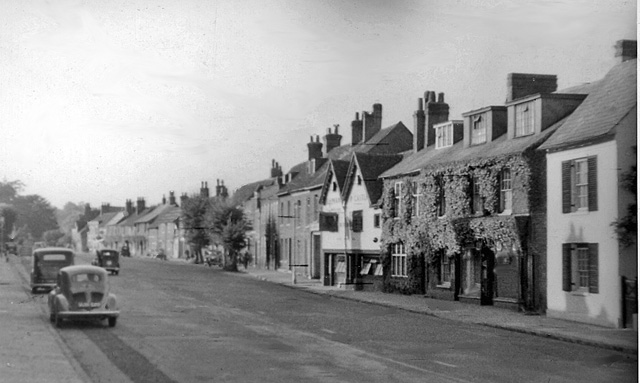
舊阿默舍姆高街，攝於1955年

### 早期歷史
阿默舍姆的歷史可以追溯到盎格魯-撒克遜人時代之前。當時它的名稱是埃德蒙德舍姆。到了1086年前後，《末日審判書》成書時，此地名稱則為艾莫德舍姆。以下是末日審判書對該市的記載：
|  | 曼德菲爾的傑佛利擁有阿默舍姆。它的稅收價值為7.5海得，佔地16犁。其中，領主佔3犁、2海得；14名村民與4名小田戶共佔9犁且可多佔4犁。有奴隸7人；16犁草甸；另有可供400隻豬棲息的林地。此鎮的價值是9鎊，但在1066年前是16鎊。艾迪特王后曾擁有此地的莊園。 |

文中的艾迪特王后是指懺悔者愛德華的妻子、哈羅德·戈德温森的妹妹。她在1075年去世後，征服者威廉得到了阿默舍姆一帶的土地所有權，並隨即將之轉讓予曼德菲爾的傑佛利。

### 中世紀
1200年，埃塞克斯伯爵傑佛利取得了一張特許狀，讓他可以在阿默舍姆開設一個每星期五營業、並在每年9月7及8日舉辦慶典的市集。1613年，一張新的特許狀被頒予貝德福德伯爵愛德華，市集的營業日改為每星期二，而慶典的日子也被改為9月19日。
1521年，有七名羅拉德教派的異見人士在阿默舍姆被處火刑。六男一女受害人的名字分別為：
- 威廉·蒂斯沃夫（英語：William Tylsworth）
- 約翰·斯克里夫納（英語：John Scrivener）
- 托馬斯·巴納德（英語：Thomas Barnard）
- 詹姆士·摩頓（英語：James Morden）
- 羅伯特·雷夫（英語：Robert Rave）
- 托馬斯·福爾摩斯（英語：Thomas Holmes）
- 瓊·諾曼（英語：Joan Norman）

不過亦有資料指出，其中一人是在1506年被燒死，而另外兩人則在1508年被燒死。
1931年，一座紀念碑在阿默舍姆落成，碑文如下：
|  | 在此碑以西約一百碼之處，六男一女共七名新教徒被處火刑而死。他們為了追求信仰上的自由、為了能自由地閱讀和理解聖經和以他們的良知去敬拜上帝而死。他們的名字將永遠長存。 |

### 山上阿默舍姆
現今被稱為山上阿默舍姆的地區，是在大都會鐵路於1892年延伸至該處後，才在車站周邊發展起來的社區。建築師約翰·甘納德（英語：John Kennard）是該社區不少建築物的設計師。除了「山上阿默舍姆」外，該社區也被稱為「新市鎮」，以和舊的阿默舍姆分別開來。
1931年，建築師埃米亞斯·康奈爾在阿默舍姆「高處」建造了一所有裝飾風藝術設計的房子。該房子曾被用作電影拍攝。

## 政治

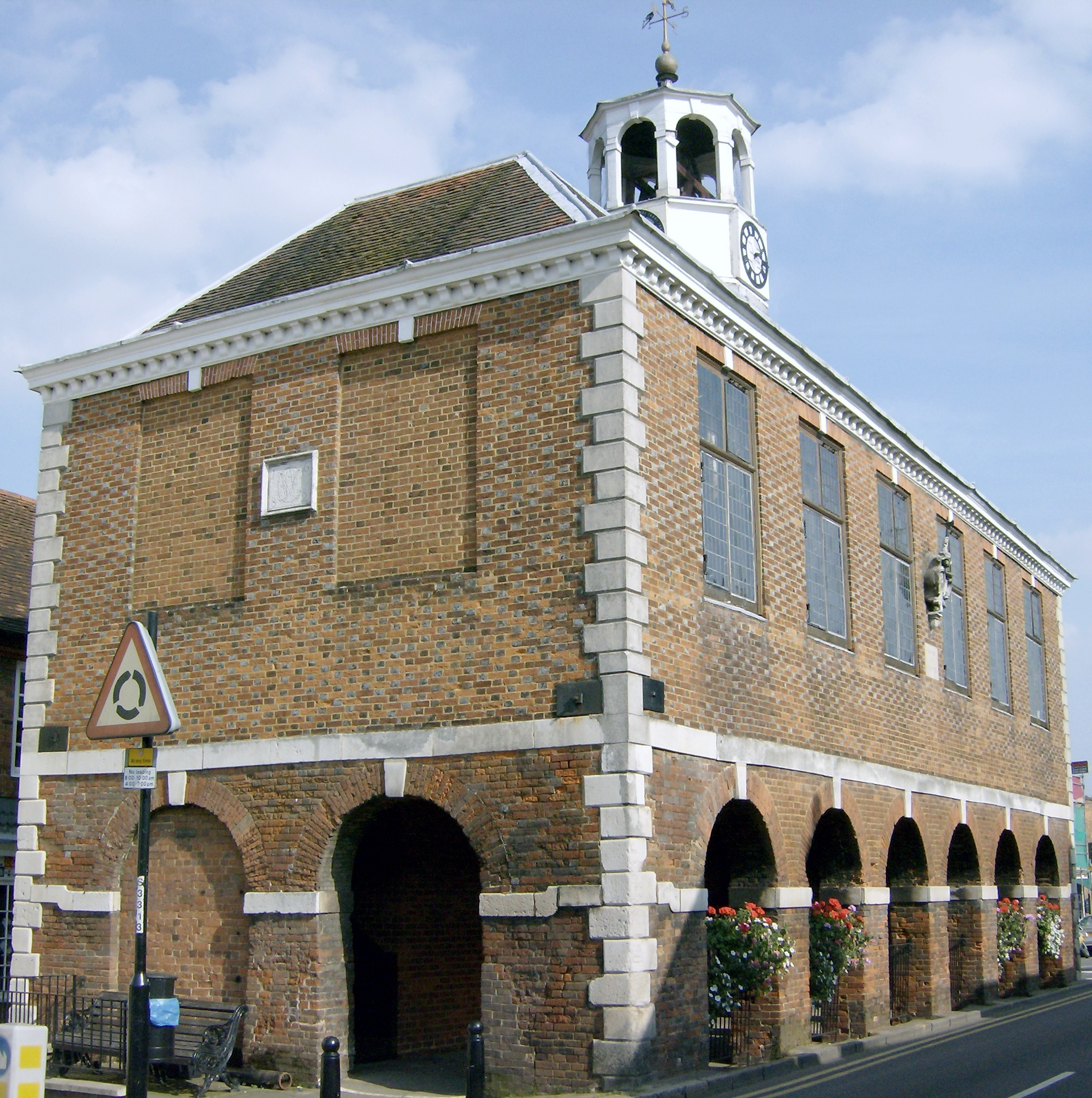
建於1682年的市集會堂

自1625年起，阿默舍姆選區可選出兩名下議院國會議員。在1832年改革法令生效前，該選區被認為是一個腐敗選區。1832年，此鎮歸入白金漢郡選區；1885年歸入新成立的艾爾斯伯里選區；1974年再歸入從艾爾斯伯里分出的切舍姆和阿默舍姆選區。此議席一直由保守黨所擁有，議員先後為伊恩·吉爾摩（1974–1992年在任）及謝麗爾·基蘭（1992年至今在任）。吉蘭在2015年英國大選取得59.1％的選票，是她在歷屆選舉取得的第三高得票率。
阿默舍姆有一本地議會。它也是奇爾特恩區屬下的一個民政教區。阿默舍姆包括以下分區：
- 阿默舍姆鎮（英語：Amersham Town）
- 阿默舍姆公共地（英語：Amersham Common）
- 山上阿默舍姆（英語：Amersham-on-the-Hill）
- 切舍姆林地（英語：Chesham Bois）
- 威登山（英語：Weedon Hill）

另外，白金漢郡議會在阿默舍姆有四個選區，選出四名議員。四個選區分別是：
- 阿默舍姆及切舍姆林地（英語：Amersham & Chesham Bois）
- 小查爾方特及阿默舍姆公共地（英語：Little Chalfont & Amersham Common）
- 彭伍德與舊阿默舍姆（英語：Penn Wood & Old Amersham）
- 泰利雅斯與阿默舍姆山（英語：Terriers & Amersham Hill）

## 地理
舊阿默舍姆位於美斯本河的河谷之中。美斯本河是一條碱性溪流，不時會乾涸。它現時的大小和流量被認為不可能切割出它現有的河谷，因此它是一條水量不足的河。河谷底部海拔約為100米，而河谷旁邊的最高點的海拔則為165米。（兩者皆為測量數據）人們一般認為美斯本河河谷是一個典型的乾谷。
山上阿默舍姆位於美斯本河谷北側的小高原上。該高原是美斯本河與旁邊的切斯河之間的分水嶺。

## 交通

### 鐵路
阿默舍姆站是倫敦地鐵大都會線的終點站。與之共用相當長度路段的是英國國鐵來往倫敦馬里波恩站與艾爾斯伯里的鐵路。以上的鐵路其實全部由大都會線的前身大都會鐵路興建，而這鐵路曾一直通往白金漢郡中部，然而當倫敦市政部門接收大都會鐵路後，距離倫敦較遠的服務便被逐步廢止。1961年，大都會線的電氣化服務延伸至阿默舍姆，但阿默舍姆以北、且未被廢止的鐵路全部由英國國鐵接收。
大都會鐵路最初有意延伸至阿默舍姆時，曾引起很大爭議。當地地主阻止鐵路動工，使它至1892年方能通車。阿默舍姆車站也因此建在舊城以北一英里處，而這個車站後來成為了山上阿默舍姆的中心點。
阿默舍姆曾於約翰·貝傑曼製作的《大都會之地》節目中出現。節目介紹了包括阿默舍姆在內的倫敦市郊在20世紀初的發展概況。
奇爾特恩鐵路由阿默舍姆開始與倫敦地鐵共用軌道，並每天提供來往艾爾斯伯里谷園林路站至倫敦馬里波恩站的客運列車服務。

### 2號高速鐵路
英國政府在2010年3月公佈了他們傾向採用的2號高速鐵路走線。阿默舍姆的居民認為該走線對附近環境造成破壞，因此號召了反對行動，並與附近其他反對2號高速鐵路的團體聯合起來。 然而，政府仍於2012年1月確認了這條走線。

### 道路
有四條主要公路在阿默舍姆交匯：
- A355公路（英语：A355 road）前往斯勞與比肯斯菲爾德。[17]
- A404公路（英语：A404 road）連接梅登黑德、海威科姆、阿默舍姆及哈羅[18]
- A416公路（英语：A416 road）前往切舍姆與伯克翰斯德。[19]
- A413公路（英语：A413 road）由厄士橋北上，途經阿默舍姆、艾爾斯伯里及白金漢，終點是銀石賽道。[20]

## 經濟
早期阿默舍姆的主要工商業是種植糧食，並賣予倫敦的商人。到了17及18世紀，釀酒成了阿默舍姆的重要行業。經過多次易手後，一名來自海威科姆、名叫威廉·韋勒（英語：William Weller）的商人買下了阿默舍姆的啤酒廠。他和他的後人在往後的150年間透過收購附近的酒館擴充事業。到了1929年，謝拉特·韋勒（英語：Gerrard Weller）把釀酒廠以36萬英鎊的價格賣給沃特福德的賓斯堅斯釀酒廠，結束了阿默舍姆的釀酒業務。
除了釀酒外，皮革、蕾絲及造磚都曾是阿默舍姆主要的製造業。另外，曾經有一所名為「放射化學中心」（英語：Radiochemical Centre）的研究設施在阿默舍姆成立。戰後，它成了阿默舍姆國際藥廠（英語：Amersham International）的所在地。經過多次更名及轉手後，阿默舍姆國際藥廠成為GE醫療的一份子。
每日電訊報曾指阿默舍姆是全英國房價第三高的市鎮，而房價比它更貴的兩座市鎮：查爾方特聖彼德及比肯斯菲爾德，皆與其相鄰。

## 宗教

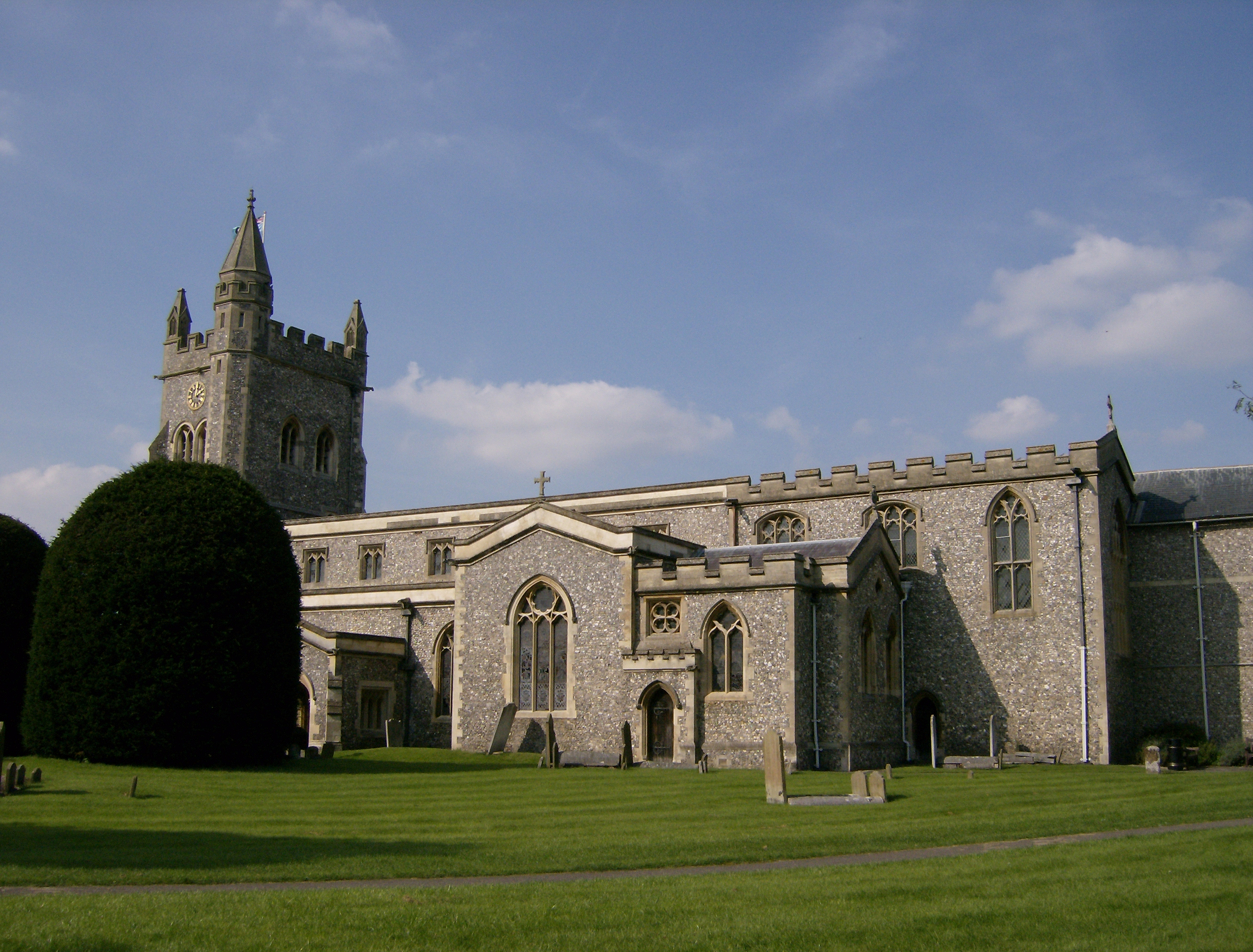
位於舊阿默舍姆的聖母教堂

在山上阿默舍姆有一所自由教堂，由聯合歸正教會、浸信會、循道會及英國國教會共同使用。
舊阿默舍姆則有一所在1958年被列入第一類登錄建築的聖母教堂。雖然它的外觀經過翻新成為維多利亞式建築，但其玻璃窗則是來自17世紀、位於赫特福德郡的拉瑪莊園（英語：Lamer Manor），而其聖壇上的祭器則有五百年歷史。
貴格會、浸信會、循道會和閉關弟兄會皆在舊阿默舍姆有聚會設施。

## 教育

### 中學
有兩所中學座落於阿默舍姆。查洛納博士文法中學是一所文法男校，而阿默舍姆學校則是一所社區中學。此外，位於小查爾方特的查洛納博士女子高中以及在切舍姆的男女校切舍姆文法學校亦服務阿默舍姆的居民。
- 兩所查洛納博士中學皆可追溯至1624年成立的男子文法中學。該學校在1905年成為男女同校並遷往山上阿默舍姆，但面對人口持續增長，它在1962年再度分拆為兩所單性別教育學校，其中女校被遷往位於小查爾方特的新校址。[29]
- 阿默舍姆學校原本是1964年成立的布魯德內爾郡立女學校（英語：Brudenell County Secondary School），但在鄰近的蘭斯郡立中學（英語：Raans County Secondary School）於1992關閉後[30][31]，布魯德內爾改為男女同校並更名為阿默舍姆學校。

### 小學
阿默舍姆亦有多所小學，包括：
- 天主教聖母小學（英語：Our Lady's Roman Catholic Primary）
- 栗子徑學校（英語：Chestnut Lane School）
- 阿蘭格尼學校（英語：Elangeni School）
- 聖公會切舍姆林地學校 （英語：Chesham Bois Church of England School）
- 聖公會聖母小學（英語：St. Mary's Church of England Primary School）
- 聖公會聖喬治幼兒學校（英語：St. George's Church of England Infant School）
- 伍德塞德小學（英語：Woodside Junior School）

此外，亦有兩座私立小學座落於阿默舍姆，分別是烽火台學校（英語：The Beacon School，男校）與希瑟頓學校（英語：Heatherton House，女校）。

### 持續教育
阿默舍姆及威科姆學院為阿默舍姆居民提供持續進修機會。。

## 體育與休閒
阿默舍姆有一座紀念喬治五世國王的喬治國王球場（英語：King George's Field）。該場地附近有一所「奇爾特恩泳池」（英語：Chiltern Pools），是市內游泳會使用的五個場地之一。除了三個游泳池外，奇爾特恩泳池亦設有健身房，以及鄰近地區獨有的攀石牆。
阿默舍姆足球俱樂部以舊阿默舍姆的斯普拉特利草坪為主場，此外阿默舍姆還有賀芬尼斯公園（英語：Hervines Park）及農舍草坪（英語：Barn Meadow）兩個足球場。。
另外，在舊阿默舍姆有一所名為「61柔道會」（英語：61 Judo Club）的組織，旗下成員定期參與國內的柔道比賽。
阿默舍姆也有兩所板球會、一所欖球會、一所田徑會及一所曲棍球會。
由1897年至第一次世界大戰期間，阿默舍姆曾經有一所高爾夫球會。

## 姊妹城市
以下是阿默舍姆的友好城市：
- 德國本斯海姆（1977年起）
- 波蘭克雷尼察-茲德魯伊

## 相關影視作品及書籍
阿默舍姆曾在多部影視作品中出現。

### 電影作品
以下是提及阿默舍姆或在阿默舍姆取景的電影：
- 《穿牛仔褲的公爵（英语：The Duke Wore Jeans）》（1958年）
- 《女英烈傳（英语：Carve Her Name with Pride）》（1958年）
- 《馬戲團疑雲（英语：Circus of Horrors）》（1960年）
- 《嘉樂樓殺人事件（英语：Murder at the Gallop）》（1963年）
- 《拼圖人（英语：The Jigsaw Man）》（1983年）
- 《射擊俱樂部（英语：The Shooting Party）》（1985年）
- 《四個婚禮一個葬禮》（1994年）─其中一幕在市內的皇冠酒店（Crown Hotel）套房內拍攝。[44]
- 《都會大地（英语：Metroland (film)）》（1997年）

### 電視作品
以下是提及阿默舍姆或者在阿默舍姆取景的電視作品：
- 《大都會之地（英语：Metro-land (TV)）》（1973年）
- 《駭人命案事件簿（英语：Midsomer Murders）》（共7集）[45]
- 《彼得原理》（1990年代）[46]
- 《Chucklevision（英语：Chucklevision）》（共1集）[47]
- 《步步驚心（英语：Hammer House of Horror）》（1980年）[48]

### 書籍
以下書籍曾提及阿默舍姆：
- 喬治·奧威爾的《一九八四》第一部第五章曾略略提及阿默舍姆[49]
- 道格拉斯·亞當斯及約翰·洛依德（英语：John Lloyd (producer)）撰寫的《Liff的意義（英语：The Meaning of Liff）》（1984年）之中，有一條詞條是關於阿默舍姆[50]
- 在泰瑞·普萊契及尼爾·蓋曼撰寫的《好預兆》曾提及阿默舍姆。[51]。普萊契本人在附近的比肯斯菲爾德成長。[52]

## 著名人物
- 喜劇演員及作家姬蒂·布蘭德（英语：Katy Brand）在阿默舍姆出生及成長。[53]
- 最後一名在英格蘭被處絞刑的女性魯思·埃利斯葬於阿默舍姆的聖母墳場。[54][55]
- 般尼茅夫前球員、領隊及紐卡斯爾現任領隊埃迪·霍維在阿默舍姆出生。[56]
- 作家亞瑟·馬欽曾居於阿默舍姆，去世後葬於該鎮的聖母墳場。[57]
- 作詞人蒂姆·赖斯在阿默舍姆出生[58]
- 創作《助產士三部曲》的護士作家珍妮佛·沃斯（英语：Jennifer Worth）於阿默舍姆成長。[59]
- 效力查爾頓和威爾斯國家足球隊的球員西蒙·切爾奇在阿默舍姆出生、成長和就學。[60]

## 外部連結
- 末日審判書有關阿默舍姆的資料
- 英國廣播公司《再世末日審判書（英语：BBC Domesday Reloaded）》有關阿默舍姆 （页面存档备份，存于）的資料
- 阿默舍姆社區歷史 （页面存档备份，存于）
- 阿默舍姆新聞、觀點與資訊 （页面存档备份，存于）
- 阿默舍姆議會 （页面存档备份，存于）
- www.geograph.co.uk 網站上有關阿默舍姆及周邊地區的照片 （页面存档备份，存于）